# ويليام ماكسويل هاميلتون
ويليام ماكسويل هاميلتون (بالإنجليزية: William Maxwell Hamilton)‏ هو  نيوزيلندي، ولد في 2 يوليو 1909، وتوفي في 14 أغسطس 1992.